# C.N. Hauge
Christen Nielsen Hauge (født 13. september 1870 på Fur, død 25. december 1940 i København) var en dansk politiker, der var handels-, industri-, fiskeri- og søfartsminister samt medlem af Folketinget og Odense Byråd for Socialdemokratiet.
Hauge var søn af gårdejer N.C. Hauge og hustru Johanne, født Jensen.
Han var indenrigsminister 1924 – 1926 i Ministeriet Thorvald Stauning I, minister for Handel og Industri 1929 – 1935 i Ministeriet Thorvald Stauning II samt minister for Søfart og Fiskeri 1933 – 1935 i Ministeriet Thorvald Stauning III.
Hauges Plads i Odense-forstaden Bolbro er opkaldt efter C.N. Hauge.